# Златынь
Златынь — деревня в Иссадском сельском поселении Волховского района Ленинградской области.

## История
На карте Санкт-Петербургской губернии Ф. Ф. Шуберта 1834 года упоминается деревня Златыня, состоящая из 20 крестьянских дворов.

ЗЛАТЫНЯ — деревня принадлежит генерал-майору Ададурову, число жителей по ревизии: 69 м. п., 69 ж. п.. (1838 год)

На карте профессора С. С. Куторги 1852 года отмечена деревня Златыня из 20 дворов.

ЗЛАТЫНЯ — деревня контр-адмиральши Карауловой, по просёлочной дороге, число дворов — 21, число душ — 59 м. п. (1856 год)

ЗЛАТЫНЯ — деревня владельческая при реке Златынке, число дворов — 11, число жителей: 36 м. п., 41 ж. п. (1862 год)

В 1872—1875 годах временнообязанные крестьяне деревни выкупили свои земельные наделы у В. П. Караулова и стали собственниками земли.
В конце XIX — начале XX века деревня административно относилась к Иссадской волости 2-го стана Новоладожского уезда Санкт-Петербургской губернии.
По данным «Памятной книжки Санкт-Петербургской губернии» за 1905 год, деревня называлась Златыня.
Согласно военно-топографической карте Петроградской и Новгородской губерний издания 1915 года деревня называлась Златыня.
С 1917 по 1923 год деревня Златынь входила в состав Златынского сельсовета Иссадской волости Новоладожского уезда.
С 1923 года в составе Октябрьской волости Волховского уезда.
Согласно данным переписи населения СССР 1926 года в деревне Златынь проживали 209 человек — все русские.
С 1927 года в составе Волховского района.
В 1928 году население деревни Златынь составляло 211 человек.
По данным 1933 года деревня Златынь входила в состав Златынского сельсовета Волховского района. Административным центром сельсовета была деревня Белые Кресты.
По данным 1936 года в состав Златынского сельсовета входили 6 населённых пунктов, 165 хозяйств и 5 колхозов. Административным центром сельсовета была деревня Златынь.

План деревни Златынь. 1941 год

Согласно топографической карте РККА 1941 года деревня называлась Златыня и насчитывала 37 дворов.
С 1946 года в составе Новоладожского района.
С 1953 года в составе Иссадского сельсовета.
В 1958 году население деревни Златынь составляло 63 человека.
С 1963 года вновь в составе Волховского района.
По данным 1966, 1973 и 1990 годов деревня Златынь также входила в состав Иссадского сельсовета.
В 1997 году в деревне Златынь Иссадской волости проживал 1 человек, в 2002 году — 6 человек (все русские).
В 2007 году в деревне Златынь Иссадского СП — вновь 1 человек.

## География
Деревня находится в северной части района к юго-востоку от центра поселения, деревни Иссад, на автодороге А114 (Вологда — Новая Ладога).
Расстояние до административного центра поселения — 9 км.
Расстояние до ближайшей железнодорожной станции Колчаново — 13 км.
Деревня находится на правом берегу реки Златынки.

## Демография
| 1862 | 2002 | 2007 | 2010 | 2017 |
| ---- | ---- | ---- | ---- | ---- |
| 77   | ↘6   | ↘1   | ↗5   | ↘4   |

### Национальный состав
Согласно данным Всероссийской переписи населения 2021 года в деревне проживал 1 человек, русский.

## Достопримечательности
- Церковь-школа святой Екатерины великомученицы. Материал постройки — кирпич. Освящена в честь Екатерины Александрийской. Дата постройки неизвестна. Не действует[25].